# Stille-Nacht & Heimatmuseum
Het Stille-Nacht & Heimatmuseum is een museum in Oberndorf bei Salzburg, Oostenrijk. Het is een streekmuseum dat zich naast Oberndorf richt op de geschiedenis van het lied Stille nacht.

## Collectie
Via geluidstations in het museum zijn allerlei versies van het lied te horen, inclusief in het Tagalog dat op de Filipijnen wordt gesproken en het Inuit van de Eskimo's. Verder worden er allerlei artikelen, documenten, foto's, schilderijen, beelden, meubilair en andere voorwerpen getoond die verband houden met Oberndorf en/of Stille nacht.

## Geschiedenis
Stille nacht wordt wel het meest bekende kerstlied genoemd. De tekst werd in 1816 geschreven door de priester Joseph Mohr (1792-1848) en de melodie op verzoek van Mohr in 1818 door de schoolleraar Franz Gruber (1787-1863). Beide waren toen verbonden aan de Sint Nicolaaskerk in Oberndorf, Mohr als assistent priester en Gruber als organist. Het lied werd met zangkoor opgevoerd tijdens de kerstmis van dat jaar. Daarna werd het meer dan driehonderd maal vertaald.

## Galerij

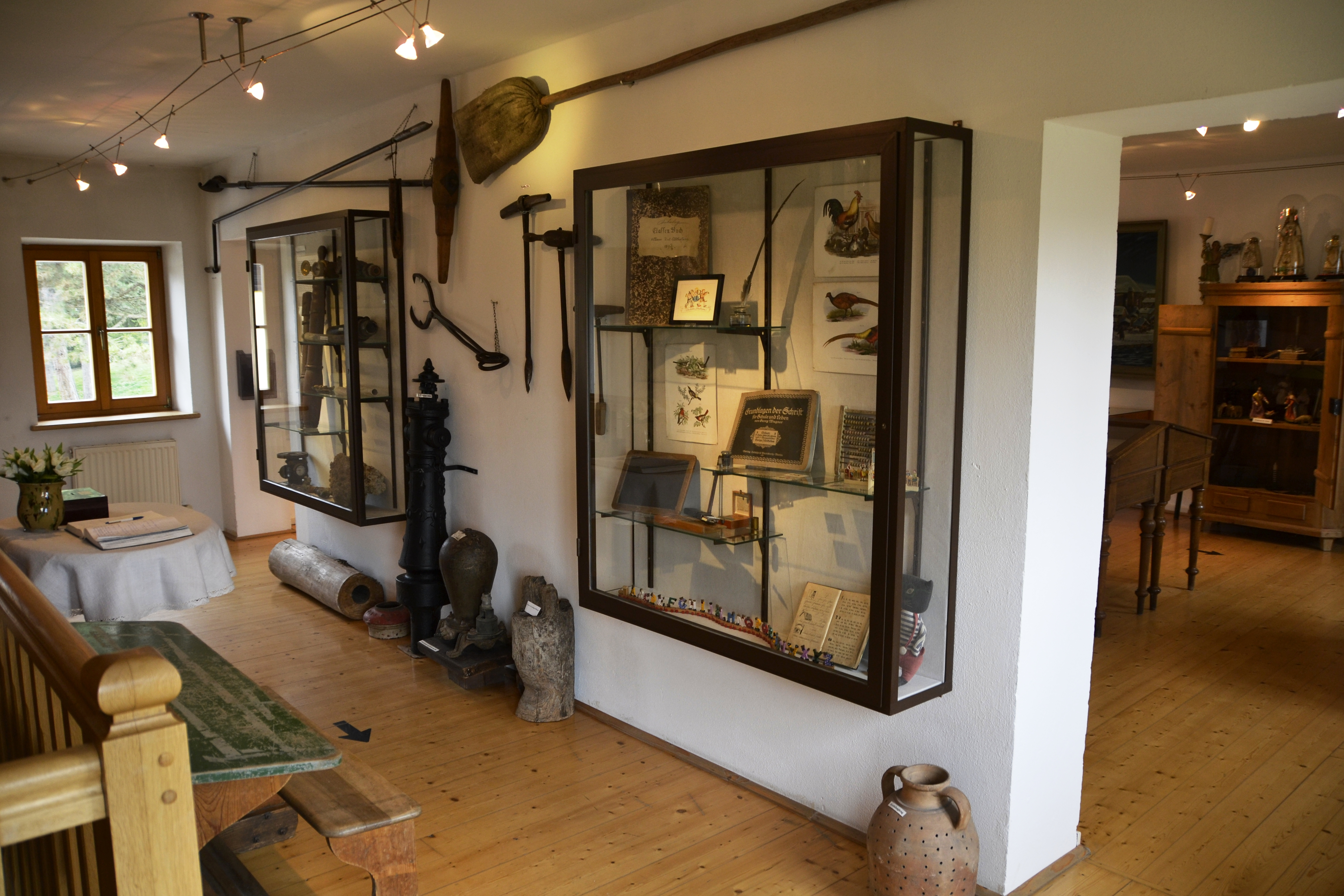
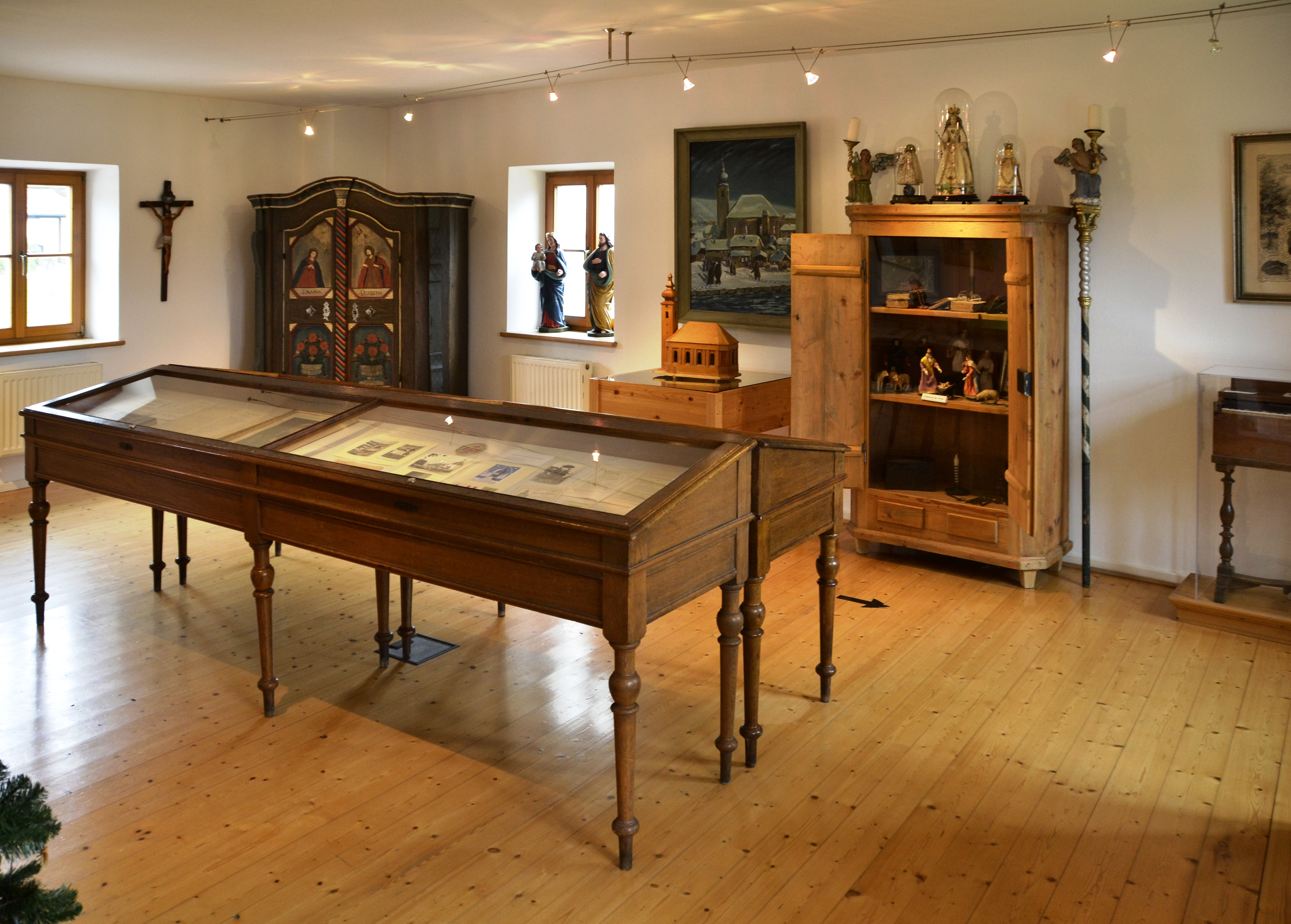
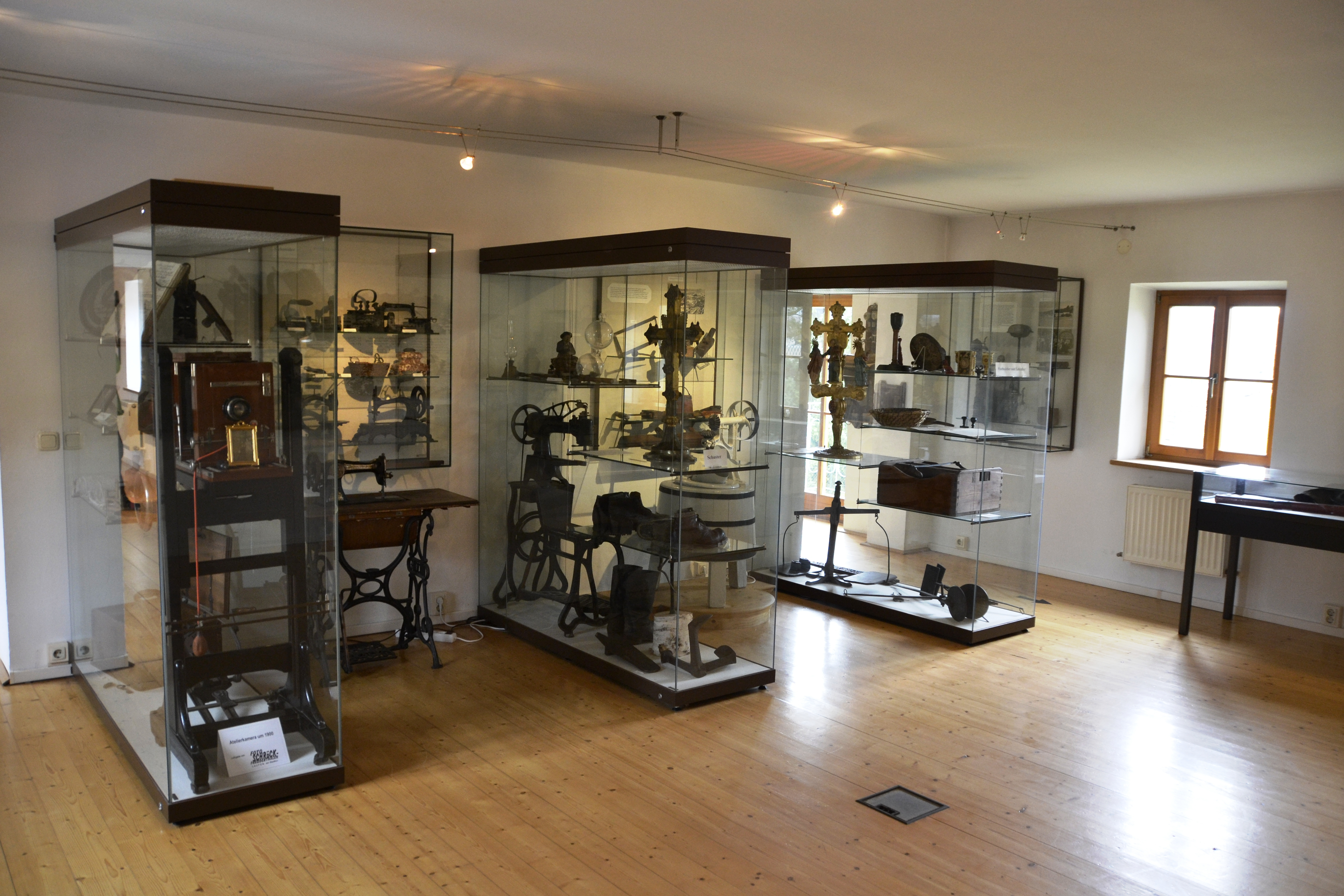
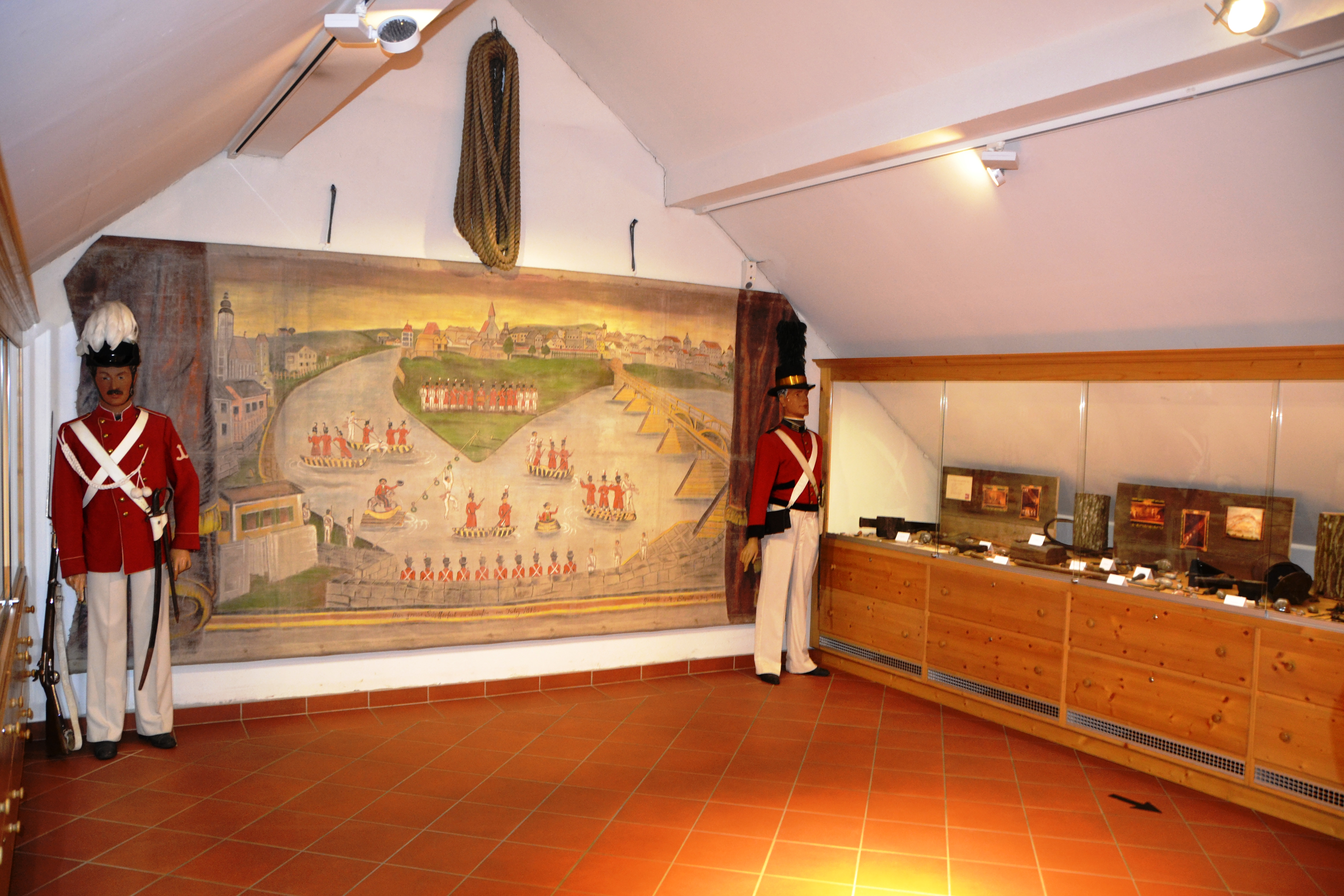